# Lipiny (Wyszków)
Pour les articles homonymes, voir Lipiny.
Lipiny (prononciation : [liˈpinɨ]) est un village polonais de la gmina de Zabrodzie dans le powiat de Wyszków de la voïvodie de Mazovie dans le centre-est de la Pologne.
Il se situe à environ 4 kilomètres au sud-est de Zabrodzie (siège de la gmina), 13 km au sud de Wyszków (siège du powiat) et à 42 km au nord-est de Varsovie (capitale de la Pologne).

## Histoire
Un village noble privé était situé dans la seconde moitié du XVIe siècle dans le comté de Kamieniec de Ziema Nurska de la voïvodie de Mazovie.
De 1975 à 1998, le village faisait partie du territoire de la voïvodie d'Ostrołęka.

Depuis 1999, Lipiny est situé dans la voïvodie de Mazovie.